# Cleora transfixaria
Cleora transfixaria är en fjärilsart som beskrevs av Walker 1860. Cleora transfixaria ingår i släktet Cleora och familjen mätare. Inga underarter finns listade i Catalogue of Life.